# Monte Sief
Der Monte Sief ist ein 2424 m hoher Berg in den Dolomiten. Er liegt in der Fanesgruppe bei Livinallongo del Col di Lana (deutsch: Buchenstein) in der italienischen Provinz Belluno.
Der Berg war wie der benachbarte Col di Lana im Ersten Weltkrieg zwischen Österreichern und Italienern heftig umkämpft. Mit dem Verlust des Col di Lana rückte der Monte Sief nun in die strategischen Planungen der Italiener. Die österreichisch-ungarischen Truppen hatten sich nach der Sprengung des Gipfels des Col di Lana nun verstärkt am Monte Sief verschanzt. Der Gipfelbereich wurde ausgebaut. Trotz mehrfacher italienischer Angriffe konnte dieser, wie schon der Col di Lana, nicht erstürmt werden. So entschied man sich auf italienischer Seite wieder einen Sprengtunnel anzulegen. Am 6. März 1917 wurde der Stollen gesprengt, ohne allerdings die gleiche Wirkung wie auf dem benachbarten Col di Lana zu erzielen. Es erfolgten nun wieder kleinere Stoßtruppunternehmen auf beiden Seiten. Am 20. August 1917 erfolgte der letzte ernsthafte Versuch den Gipfel des Berges zu stürmen. Nachdem der Angriff fehlgeschlagen war, zündeten die Italiener am 27. September 1917 eine weitere Mine. Am 21. Oktober 1917 zündeten die Österreicher ihrerseits eine Mine, um die italienischen Stellungen und einen weiteren italienischen Minierstollen zu zerstören.
Mit der 12. Isonzoschlacht und den Durchbruch der österreichisch-ungarischen und deutschen Truppen bei Karfreit konnten sich nun die italienischen Truppen nicht mehr halten, ohne abgeschnitten zu werden, und so verließen die letzten Italiener am 5. November 1917 das Kampfgebiet.
Auf dem Gipfel befindet sich heute neben dem Gipfelkreuz ein Gedenkstein für die im Krieg gefallenen Soldaten. Aus der Kriegszeit sind noch Schützen-, Lauf- und Minengräben erhalten, die zum Teil in den Wanderweg einbezogen wurden und zugänglich sind.
Der Anstieg erfolgt am bequemsten vom Valparolapass oder von Pieve di Livinallongo (1465 m) über die Rifugio Plan della Lasta.